# Fearless (Taylor's Version)
Fearless (Taylor's Verison) je první znovunahrané album americké zpěvačky Taylor Swift. Bylo vydáno 9. dubna 2021 skrze Republic Records. Jedná se o znovunahrávku jejího druhého studiového alba, Fearless (2008), zároveň se jedná o první ze šesti plánovaných znovunahrávek, které nahrává kvůli ztrátě jejich vlastnictví.
Album zahrnuje znovu nahrané verze 19 skladeb z platinové edice Fearless, singl Today Was a Fairytale a 6 písní, které se byly napsány pro originální verzi alba, ale neobjevily se na něm. Album bylo produkováno Swift, Christopherem Rowem, Jackem Antonoffem a Aaronem Dessnerem. 12 z 26 písní bylo napsáno výhradně Swift. Colbie Caillat, Maren Morris a Keith Urban se objevují jako hostující vokály.

## Produkce
„Co se týče produkce, opravdu jsem chtěla zůstat velmi věrná původním melodiím, které jsem měla v hlavě, takže jsme se opravdu zkusili vytvořit „stejnou ale lepší“ verzi. Ponechali jsme všechny stejné části, o kterých jsem původně snila. Ale pokud existovala jakákoli možnost, jak bychom je mohli vylepšit po stránce zvukové, tak jsme ji využili. [...] Prošla jsem řádek po řádku a zaposlouchala se do každé vokálu a přemýšlela jsem nad použitými modulacemi hlasu. Jestli bych je mohla vylepšit, udělala jsem to. Opravdu jsem se pokusila, aby byly velmi pravdivé k tomu, co jsem si původně myslela a jak jsem je napsala, samozřejmě ale lepší.“
— Swift o znovu nahrávání alba
Swift sdělila People, že nijak významně nepozměnila texty, hlasové melodie a nástrojovou kompozici v porovnání s nahrávkou v 2008. Nicméně zvuková struktura se v nových nahrávkách změnila. Navíc uvedla, že zkoumala Fearless do detailu, aby dokázala zopakovat country modulace jejího dřívějšího hlasu. Swift přibrala členy z její dřívější kapely turné, kteří hráli na nástrojích na nahrávce z roku 2008, aby udělali to stejné i pro Fearless (Taylor's Version).

## Vliv
Fearless (2008) bylo na 157. pozici na Billboard 200 před vydáním Fearless (Taylor's Version), po kterém se album 2008 propadlo v prodejích o 19% a vypadlo ze žebříčku úplně, zatímco verze 2021 debutovala na pozici 1. Ben Sisario z The New York Times to okomentoval tak, že Fearless (Taylor's Version) se „podařilo to, co bylo jedním z cílů zpěvačky, a to bylo pohřbít Fearless.“ Editor Variety Chris Willman zdůraznil komerční úspěch a úspěch u kritiků s Fearless (Taylor's Version) a uvedl, že Swift velmi zpopularizovala její úmysl znovu vlastnění jejích nahrávek, což by mohlo inspirovat další umělce, aby „více bojovali a zaktivovali fanoušky v jejich byznysových sporech.“
Evening Standard řekl, že Swift, jako jedna z mála umělců s mocí změnit hudební svět, zdůraznila „důležitost umělců vlastnících jejich práci a odmítání ostatních, aby zneužívali jejich kreativnosti“ a motivovala méně známé muzikanty, aby bojovali za lepší nahrávací smlouvy. Belfast Telegraph ji pochválil za „proměnění špatné krve se Scooter Braunem v revoluci pro ženské umělce“ a připsal zásluhy za motivování ženských umělců jako Sky Ferreira nebo Halsey, aby mluvily o jejich problémech v hudebním průmyslu. Stereogum řekl, že by to mohlo „nastolit nový trend“ a ovlivnit další umělce ke znovu nahrání jejich předchozích děl.

## Seznam skladeb
Všechny skladby jsou pojmenovány s dovětkem (Taylor's Version). Skladby 1–20 byly produkovaná Swift a Christopher Rowe.
| Fearless (Taylor's Version) – Standardní edice | Fearless (Taylor's Version) – Standardní edice            | Fearless (Taylor's Version) – Standardní edice    | Fearless (Taylor's Version) – Standardní edice | Fearless (Taylor's Version) – Standardní edice |
| Pořadí                                         | Název                                                     | Autor                                             | Producent                                      | Délka                                          |
| ---------------------------------------------- | --------------------------------------------------------- | ------------------------------------------------- | ---------------------------------------------- | ---------------------------------------------- |
| 1.                                             | Fearless                                                  | Taylor Swift Liz Rose Hillary Lindsey             |                                                | 4:01                                           |
| 2.                                             | Fifteen                                                   | Swift                                             |                                                | 4:54                                           |
| 3.                                             | Love Story                                                | Swift                                             |                                                | 3:55                                           |
| 4.                                             | Hey Stephen                                               | Swift                                             |                                                | 4:14                                           |
| 5.                                             | White Horse                                               | Swift Rose                                        |                                                | 3:54                                           |
| 6.                                             | You Belong With Me                                        | Swift Rose                                        |                                                | 3:51                                           |
| 7.                                             | Breathe (featuring Colbie Caillat)                        | Swift Caillat                                     |                                                | 4:23                                           |
| 8.                                             | Tell Me Why                                               | Swift Rose                                        |                                                | 3:20                                           |
| 9.                                             | You're Not Sorry                                          | Swift                                             |                                                | 4:21                                           |
| 10.                                            | The Way I Loved You                                       | Swift John Rich                                   |                                                | 4:03                                           |
| 11.                                            | Forever & Always                                          | Swift                                             |                                                | 3:45                                           |
| 12.                                            | The Best Day                                              | Swift                                             |                                                | 4:05                                           |
| 13.                                            | Change                                                    | Swift                                             |                                                | 4:39                                           |
| 14.                                            | Jump then Fall                                            | Swift                                             |                                                | 3:57                                           |
| 15.                                            | Untouchable                                               | Swift Cary Barlowe Nathan Barlowe Tommy Lee James |                                                | 5:12                                           |
| 16.                                            | Forever & Always (piano version)                          | Swift                                             |                                                | 4:27                                           |
| 17.                                            | Come in with the Rain                                     | Swift Rose                                        |                                                | 3:57                                           |
| 18.                                            | Superstar                                                 | Swift Rose                                        |                                                | 4:23                                           |
| 19.                                            | The Other Side of the Door                                | Swift                                             |                                                | 3:58                                           |
| 20.                                            | Today Was a Fairytale                                     | Swift                                             |                                                | 4:01                                           |
| 21.                                            | You All Over Me (From the Vault) (featuring Maren Morris) | Swift Scooter Carusoe                             | Swift Aaron Dessner                            | 3:40                                           |
| 22.                                            | Mr. Perfectly Fine (From the Vault)                       | Swift                                             | Swift Jack Antonoff                            | 4:37                                           |
| 23.                                            | We Were Happy (From the Vault)                            | Swift Rose                                        | Swift Dessner                                  | 4:04                                           |
| 24.                                            | That's When (From the Vault) (featuring Keith Urban)      | Swift Brad Warren Brett Warren                    | Swift Antonoff                                 | 3:09                                           |
| 25.                                            | Don't You (From the Vault)                                | Swift James                                       | Swift Antonoff                                 | 3:28                                           |
| 26.                                            | Bye Bye Baby (From the Vault)                             | Swift Rose                                        | Swift Antonoff                                 | 4:02                                           |
| Celková délka:                                 | Celková délka:                                            | Celková délka:                                    | Celková délka:                                 | 1:46:46                                        |

| Fearless (Taylor's Version) – Deluxe edice | Fearless (Taylor's Version) – Deluxe edice | Fearless (Taylor's Version) – Deluxe edice | Fearless (Taylor's Version) – Deluxe edice | Fearless (Taylor's Version) – Deluxe edice |
| Pořadí                                     | Název                                      | Autor                                      | Producent                                  | Délka                                      |
| ------------------------------------------ | ------------------------------------------ | ------------------------------------------ | ------------------------------------------ | ------------------------------------------ |
| 27.                                        | Love Story                                 | Swift                                      | Swift Rowe Elvira Anderfjärd               | 3:53                                       |
| Celková délka:                             | Celková délka:                             | Celková délka:                             | Celková délka:                             | 1:50:13                                    |

| Země                         | Pozice (2021) |
| ---------------------------- | ------------- |
| Argentina (CAPIF)            | 1             |
| Austrálie (ARIA)             | 1             |
| Francie (SNEP)               | 26            |
| Itálie (FIMI)                | 12            |
| Japonsko (Oricon)            | 13            |
| Kanada (Billboard)           | 1             |
| Německo (Offizielle Top 100) | 2             |
| Nový Zéland (RMNZ)           | 1             |
| Rakousko (Ö3 Austria)        | 2             |
| UK (OCC)                     | 1             |
| USA (Billboard)              | 1             |

| Profesionální kritika | Profesionální kritika |
| Zdroj                 | Hodnocení             |
| --------------------- | --------------------- |
| The Daily Telegraph   | 5/5 hvězdiček         |
| The Guardian          | 4/5 hvězdiček         |
| NME                   | 4/5 hvězdiček         |
| Pitchfork             | 7.5 / 10              |
| RollingStone          | 4/5 hvězdiček         |

## Historie zveřejnění
| Oblast   | Datum           | Formát                        | Edice      | Vydavatelství         |
| -------- | --------------- | ----------------------------- | ---------- | --------------------- |
| Svět     | 9. dubna 2021   | Digitální stažení • streaming | Standardní | Republic              |
| Svět     | 9. dubna 2021   | CD                            | Standardní | Republic              |
| Svět     | 9. dubna 2021   | CD                            | Deluxe     | Republic              |
| Japonsko | 30. dubna 2021  | CD                            | Limitovaná | Universal Music Japan |
| Svět     | 25. června 2021 | Audiokazeta                   | Deluxe     | Republic              |
| Kanada   | 6. srpna 2021   | Audiokazeta                   | Deluxe     | Republic              |
| Svět     | 3. září 2021    | Vinyl                         | Deluxe     | Republic              |